# Castella (Lot-et-Garonne)
Castella is een gemeente in het Franse departement Lot-et-Garonne (regio Nouvelle-Aquitaine) en telt 314 inwoners (1999). De plaats maakt deel uit van het arrondissement Agen.

## Geografie
De oppervlakte van Castella bedraagt 12,6 km², de bevolkingsdichtheid is 24,9 inwoners per km².
De onderstaande kaart toont de ligging van Castella (Lot-et-Garonne) met de belangrijkste infrastructuur en aangrenzende gemeenten.

## Demografie
Onderstaande figuur toont het verloop van het inwonertal (bron: INSEE-tellingen).